# Siamodo
Siamodo (Siamado) ist ein osttimoresischer Ort im Suco Lissadila (Verwaltungsamt Loes, Gemeinde Liquiçá).
Das Dorf liegt im Südwesten der Aldeia Glai, in einer Meereshöhe von 61 m. Westlich fließt der Dikasbata, der im Süden in den Gleno mündet. Sie gehören zum Flusssystem des Lóis. Nordöstlich liegt der Ort Glai. Die Überlandstraße, die durch Siamodo führt, verbindet das Dorf mit Wategan im Nordosten und Raimeda im Westen.
In Siamodo befinden sich der Sitz des Sucos Lissadila und eine Grundschule.